# Eisenbahnunfall von Qiewu
Bei dem Eisenbahnunfall von Qiewu entgleiste am 24. Januar 1988 der Schnellzug Nr. 80 von Kunming nach Shanghai zwischen den Bahnhöfen Qiewu (且午站,  Qiěwǔ zhàn) und Dengjiacun (邓家村站,  Dèngjiācūn zhàn) der Stadt Xuanwei in der Provinz Yunnan, Volksrepublik China. Dabei starben 88 Menschen, weitere 62 wurden schwer verletzt.
Der zweite bis siebte Personenwagen nach der Lokomotive stürzten um, der achte bis dreizehnte Wagen entgleisten, nur die beiden letzten Wagen, der vierzehnte und fünfzehnte, blieben im Gleis. Die Strecke konnte erst nach 44 Stunden und 33 Minuten wieder für den Verkehr freigegeben werden.
Folge des Unfalls war auch, dass auf Beschluss der 25. Sitzung des Nationalen Volkskongresses vom 12. März 1988 der Eisenbahnminister Ding Guangen (丁关根,  Dīng Guāngēn, 1929–2012) zurücktreten musste.